# ألكسي درييف
ألكسي درييف (بالروسية: Дреев, Алексей Сергеевич)‏ Alexey Dreev (ولد في 30 يناير 1969م) لاعب شطرنج روسي يحمل لقب أستاذ كبير.

## إنجازات
- فاز ببطولة العالم للشطرنج تحت 16 سنة عام 1983 و1984م.
- فاز ببطولة أوروبا للشباب في عام 1988م.

## ألقاب
- حصل على لقب أستاذ كبير عام 1989م.

## روابط خارجية
- ألكسي درييف على موقع الاتحاد الدولي للشطرنج (الإنجليزية)
- ألكسي درييف على موقع مباريات الشطرنج (الإنجليزية)
- ألكسي درييف على موقع 365Chess.com (الإنجليزية)
- ألكسي درييف على موقع Chesstempo.com (الإنجليزية)
- ألكسي درييف سجل أولمبياد الشطرنج على موقع OlimpBase.org (الإنجليزية)